# Христо Божинов
Христо Проданов Божинов (Божанов), наричан Ичко Попето или Ристо Комитата, е български революционер, деец на Вътрешната македоно-одринска революционна организация.

## Биография
Христо Божинов е роден през 1881 (1882 или 1884) година в ениджевардарската паланка Гумендже, тогава в Османската империя, днес Гумениса, Гърция. Участва в дейността на ВМОРО.
През 1909 година се прехвърля в Свободна България и се установява в бялослатинското село Габаре. През 1910 година е член на местното читалище „Зора“ и се жени за местната жителка Ана Вълчкова, с която има две деца. В началото на Балканската война се включва като доброволец в Македоно-одринското опълчение, влиза в четата на Павел Христов, сетне в четата на Иван Пальошев и в четата на Ичко Димитров, после в 1-ва отделна партизанска рота на Петнадесета щипска дружина. Носител на бронзов медал.
След войните Христо Божинов продължава да живее в Габаре, където умира през 1968 година. Погребан е в Батулските (Горните) гробища на селото.